# Лімбе (стадіон)
Мультиспортивний стадіон Лімбе (фр. Stade Omnisport de Limbé, англ. Limbe Omnisport Stadium) — багатофункціональний стадіон в камерунському місті Лімбе, який вміщує 20 000 глядачів.
Стадіон має дах над головною трибуною, прожектори, під'їзні шляхи для людей з обмеженими фізичними можливостями, сучасніі приміщення для преси та прилеглі тренувальні та паркувальні зони.

## Історія
Стадіон був урочисто відкритий 26 січня 2016 року до Кубка африканських націй серед жінок 2016 року, на якому арена прийняла 7 ігор.
Згодом на стадіоні проходив чемпіонат африканських націй 2020 року, прийнявши 8 матчів, в тому числі півфінал за участі господарів, збірної Камеруну.
На початку 2022 року на стадіоні пройшли сім матчів 33-го Кубка африканських націй.